# 21424 Faithchang
A 21424 Faithchang (ideiglenes jelöléssel 1998 FU79) a Naprendszer kisbolygóövében található aszteroida. A LINEAR projekt keretében fedezték fel 1998. március 24-én.